# Michel Le Nobletz
Michel Le Nobletz (Plouguerneau, 29 de Setembro de 1577 — Le Conquet, 5 de maio de 1652) foi um presbítero, pregador, catequista e teólogo ascético francês. Ele foi, no início do século XVII, o primeiro e um dos mais vigorosos missionários da Reforma Católica em Bretanha.

## Biografia
Depois dos seus estudos com os jesuitas de Bordeaux e Agen, e na Sorbonne em Paris, Michel Le Nobletz foi ordenado presbítero em 1607. De volta em Bretanha, na paróquia de Plouguerneau, ele se retirou durante um ano numa cela que fez construir nos rochedos da praia de Trémenech e onde levou uma vida austéra. Tomou, então, a decisão de ser missionário em Bretanha.
Empreendeu missões nas dioceses de Tréguier e Léon, antes de partir para Cornouaille em 1614. Primeiro instalou-se em Quimper, onde dele partiu em missão: a Faou, a Concarneau, a Pont-l'Abbé, a Audierne, a ilha de Sein... Nomeado reitor de Meilars, renunciou ao cargo depois de alguns meses para se estabelecer em maio de 1617 à Douarnenez, que era apenas um bairro da paróquia de Ploaré.
Durante vinte dois ou vinte três anos ele catequisou os fiéis, desenvolveu novos métodos pedagógicos e escreveu numerosos cânticos bretões, que foram conservados pela tradição. Para ilustrar sua pregação, ele inventou o uso de cartazes pintados que representam os "taolennou" ou quadros de missão. 
Em 1639 ou 1640, ele voltou à diocese de Léon, a Conquet, onde passou os últimos anos da sua vida, e onde recebeu em 1651 ou 1652 os estigmas da Paixão do Salvador. Morreu em Conquet, no dia 5 de maio de 1652, com a idade de 75 anos.
Michel Le Nobletz foi, no início do século XVII, o primeiro e um dos mais vigorosos missionários da Reforma Católica em Bretanha. Apelidado "ar beleg foll" (o padre louco) por alguns, Michel Le Nobletz escreveu um diário das suas missões, no qual podia se ler alguns fragmentos da sua vida, publicado em 1666 pelo Padre Antoine Verjus (A vida do Senhor Le Nobletz Padre e missionário da Bretanha). Sua obra foi seguida e desenvolvida pelo Beato Julien Maunoir (1606-1683). 

## Processo de beatificação
O processo de beatificação de Padre Michel Le Nobletz foi aberto em 1701. Foi relançado por Dom Lamarche, bispo de Quimper e Léon, em 1888. Um decreto do Papa Leão XIII, do dia 6 de abril de 1897, autorizou a introdução da causa junto a Sagrada Congregação dos Ritos e o proclamou venerável. O Papa Pio X reconheceu suas virtudes  heroicas no dia 14 de dezembro de 1913.